# Episodi di The Public Defender (seconda stagione)
La seconda stagione della serie televisiva The Public Defender è stata trasmessa in anteprima negli Stati Uniti d'America dalla CBS tra il 9 settembre 1954 e il 23 giugno 1955.
| nº | Titolo originale              | Titolo italiano | Prima TV USA      | Prima TV Italia |
| -- | ----------------------------- | --------------- | ----------------- | --------------- |
| 1  | Return of the Dead            |                 | 9 settembre 1954  |                 |
| 2  | Road to Nowhere               |                 | 13 settembre 1954 |                 |
| 3  | The Big Race                  |                 | 20 settembre 1954 |                 |
| 4  | The Arsonist                  |                 | 27 settembre 1954 |                 |
| 5  | Crash Out                     |                 | 30 settembre 1954 |                 |
| 6  | The Do-Gooder                 |                 | 7 ottobre 1954    |                 |
| 7  | When Credit Is Due            |                 | 14 ottobre 1954   |                 |
| 8  | Love and Conscience           |                 | 21 ottobre 1954   |                 |
| 9  | Destiny                       |                 | 28 ottobre 1954   |                 |
| 10 | Hot Rod                       |                 | 4 novembre 1954   |                 |
| 11 | Color Blind                   |                 | 11 novembre 1954  |                 |
| 12 | The Hijacked Truck            |                 | 18 novembre 1954  |                 |
| 13 | Circumstantial Evidence       |                 | 25 novembre 1954  |                 |
| 14 | The Murder Photo              |                 | 2 dicembre 1954   |                 |
| 15 | Open Season                   |                 | 9 dicembre 1954   |                 |
| 16 | Socrates                      |                 | 16 dicembre 1954  |                 |
| 17 | Moonshine                     |                 | 23 dicembre 1954  |                 |
| 18 | The Man Who Couldn't Remember |                 | 30 dicembre 1954  |                 |
| 19 | Another World                 |                 | 6 gennaio 1955    |                 |
| 20 | Deep Ditch                    |                 | 13 gennaio 1955   |                 |
| 21 | Gunpoint                      |                 | 20 gennaio 1955   |                 |
| 22 | Your Witness                  |                 | 27 gennaio 1955   |                 |
| 23 | The Director                  |                 | 3 febbraio 1955   |                 |
| 24 | Mama's Boy                    |                 | 10 febbraio 1955  |                 |
| 25 | The Big Steel                 |                 | 17 febbraio 1955  |                 |
| 26 | Jackpot                       |                 | 24 febbraio 1955  |                 |
| 27 | A Knowledge of Astronomy      |                 | 3 marzo 1955      |                 |
| 28 | The Hitchhiker                |                 | 10 marzo 1955     |                 |
| 29 | Brutality                     |                 | 17 marzo 1955     |                 |
| 30 | Cornered                      |                 | 24 marzo 1955     |                 |
| 31 | Time to Kill                  |                 | 31 marzo 1955     |                 |
| 32 | The Sapphire Mink             |                 | 7 aprile 1955     |                 |
| 33 | The Stepfather                |                 | 14 aprile 1955    |                 |
| 34 | A Pair of Gloves              |                 | 21 aprile 1955    |                 |
| 35 | End of the Line               |                 | 28 aprile 1955    |                 |
| 36 | Clifford Pike                 |                 | 5 maggio 1955     |                 |
| 37 | Eight Out of a Hundred        |                 | 12 maggio 1955    |                 |
| 38 | Condemned                     |                 | 19 maggio 1955    |                 |
| 39 | Operation Cleat               |                 | 26 maggio 1955    |                 |
| 40 | Story of Nora Fulton          |                 | 2 giugno 1955     |                 |
| 41 | The Bad Ones                  |                 | 9 giugno 1955     |                 |
| 42 | The Jockey and the Nun        |                 | 16 giugno 1955    |                 |
| 43 | Failure                       |                 | 23 giugno 1955    |                 |